# Пуэрто-Бакерисо-Морено
Пуэрто-Бакерисо-Морено (исп. Puerto Baquerizo Moreno) — город, расположенный на западе острова Сан-Кристобаль, входящего в состав Галапагосских островов (Эквадор). Пуэрто-Бакерисо-Морено является центром провинции Галапагос, а также одного из её трёх кантонов Сан-Кристобаль. Согласно переписи 2010 года, население города Пуэрто-Бакерисо-Морено составляло 6672 человек.
Город получил своё название в честь Альфредо Бакерисо Морено (1859—1951) — президента Эквадора в 1916—1920 годах. 

## История и современность
В городе были построены морской порт и аэропорт, открыто отделение военно-морских сил Эквадора. Также был открыт Галапагосский академический институт искусства и науки (GAIAS), являющийся отделением Университета Сан-Франсиско в Кито. Рядом с городом находится интерпретационный центр Галапагосского национального парка.
В последние десятилетия большими темпами развивается туристская индустрия города. Если в 1991 году в городе было только 6 гостиниц и 9 ресторанов и баров, то к 2006 году их количество увеличилось до 23 и 35, соответственно.

## Население
Согласно переписи 2010 года, население города Пуэрто-Бакерисо-Морено составляло 6672 человек. Многие жители занимаются рыболовным промыслом, часть занята в туристской инфраструктуре и на фермерских хозяйствах .

## География
Город Пуэрто-Бакерисо-Морено расположен на западе острова Сан-Кристобаль — самого восточного острова из Галапагосского архипелага.
Рядом с городом находится аэропорт Сан-Кристобаль (ИАТА: SCY, ИКАО: SEST) — один из двух гражданских аэропортов, обслуживающих Галапагосские острова.

## Климат
| Показатель                    | Янв. | Фев. | Март | Апр. | Май | Июнь | Июль | Авг. | Сен. | Окт. | Нояб. | Дек. | Год |
| ----------------------------- | ---- | ---- | ---- | ---- | --- | ---- | ---- | ---- | ---- | ---- | ----- | ---- | --- |
| Средняя температура, °C       | 25   | 25   | 25   | 25   | 25  | 23   | 22   | 21   | 21   | 22   | 22    | 23   | 23  |
| Норма осадков, мм             | 60   | 116  | 101  | 73   | 15  | 4    | 7    | 6    | 6    | 6    | 5     | 8    | 406 |
| Источник: www.weatherbase.com |      |      |      |      |     |      |      |      |      |      |       |      |     |

## Фотогалерея
|  |  |  |  |